# Souterliedekens

Les Souterliedekens (souter est une corruption du mot psaume) est le titre d'une collection complète de psaumes en traduction néerlandaise publiée à Anvers en 1540, qui a conservé sa popularité à travers le siècle ; plusieurs rééditions successives en portent témoignage. 

## Souterliedekens

### L'édition de 1540

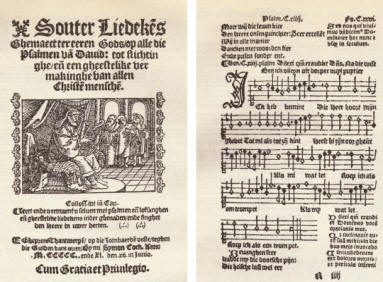
Frontispice et page des Souterliedekens, un psautier néerlandais, publié chez Symon Cock à Anvers en 1540.

Si les psaumes ont été mis en vers métriques par l'Utrechtois de noblesse Willem van Zuylen van Nijevelt (décédé en 1543), les mélodies homophones sont empruntées à des chansons populaires dans les Pays-Bas, dont certaines sont d'origine allemande ou française. 
L'édition est particulièrement précieuse, car l'éditeur Symon Cock non seulement y a ajouté une référence aux mélodies profanes sur lesquelles les psaumes pouvaient se chanter (« op die wijze », sur la voix ou l'air de …), comme c'était jadis le cas pour la plupart des recueils de chansons profanes (par exemple pour l’Antwerps liedboek ou Een schoon liedekens Boeck, un recueil de chansons publié à Anvers en 1544), mais aussi parce qu'il a noté les mélodies. Les mélodies sur lesquelles on chantait les chansons profanes homophones à l'époque sont presque uniquement conservées dans des recueils de chansons spirituelles, les recueils de chansons profanes ne comprenant que rarement quelle notation mélodique que ce soit. À cet égard, les Souterliedekens occupent une position particulièrement importante parmi les autres recueils de chansons spirituelles.

### Harmonisations polyphoniques
Respectivement en 1556–1557 et en 1561, les compositeurs Jacob Clemens non Papa et Gerardus Mes ont publié, chez l'éditeur anversois Tielman Susato, des mises en musique de tous les psaumes du psautier de 1540. La plupart d'entre elles sont des harmonisations des mélodies que l'auteur des Souterliedekens avait empruntées à des chansons profanes. La mélodie d'origine est souvent utilisée comme cantus firmus et placée au ténor. Une autre harmonisation de cinquante Souterliedekens, celle à quatre voix de Cornelis Boscoop, aurait déjà vu le jour en 1562 mais est de toute façon conservée dans une édition publiée à Düsseldorf en 1568.
Ces recueils occupent une place toute particulière dans la série d'éditions de musique polyphonique sur des paroles néerlandaises.